# マリアナプレート

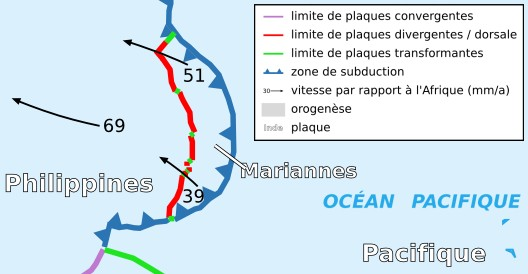
マリアナプレートとその周辺（フランス語）

マリアナプレートの断面図

マリアナプレートは東にマリアナ海溝を臨み、マリアナ諸島の下に位置するプレートである。フィリピン海プレートとは西辺でトランスフォーム断層によって分離している。東にある太平洋プレートとの境界は沈み込み帯で、マリアナ海溝に沈み込んでいる。また北東側の境界は伊豆・小笠原海溝となっている。
2007年のマリアナ諸島沖での大地震はマグニチュードが7.4の物で、北緯21.980°、東経142.685°の深さ261km地点で起こった。この地震はマリアナプレートが関与している。